# Aphananthe
Aphananthe es un género  de plantas  perteneciente a la familia Cannabaceae, anteriormente se consideraban ulmáceas. Comprende 10 especies descritas y de estas, solo 4 aceptadas.

## Descripción
Son árboles inermes, que alcanzan un tamaño de 6–30 m de alto; con ramas delgadas, estrigosas con tricomas blancos; plantas monoicas. Hojas angostamente ovadas, 4.5–15 cm de largo y 0.8–4.2 cm de ancho, ápice largamente acuminado y aristado, base redondeada a ampliamente atenuada, gruesamente serradas, delgadas, coriáceas, pinnatinervias, esencialmente glabras en la haz, estrigosas en el envés; estípulas laterales de 2–4 mm de largo, caducas, estrigosas. Inflorescencias axilares, las pistiladas formadas de flores solitarias o una cima simple cerca del ápice del tallo, las estaminadas cimosas, cerca de la base de los tallos jóvenes; flores estaminadas con perianto 4–5-lobado, 1–2 mm de largo, unidos en la base, estrigosos, estambres 4–5, pistilodio ausente, anteras con dehiscencia longitudinal; flores pistiladas con perianto 4–5-lobado, ovario sésil, ramas del estilo 2, lineares. Frutos drupas subglobosas a ovoides, ca 1.2 cm de largo, cubiertos de tubérculos aguzados, anaranjados en la madurez.

## Taxonomía
El género fue descrito por Jules Emile Planchon y publicado en Annales des Sciences Naturelles; Botanique, sér. 3 10: 265. 1848. La especie tipo es: Aphananthe philippinensis Planch.

## Especies aceptadas
A continuación se brinda un listado de las especies del género Aphananthe aceptadas hasta octubre de 2013, ordenadas alfabéticamente. Para cada una se indica el nombre binomial seguido del autor, abreviado según las convenciones y usos.
- Aphananthe aspera (Thunb.) Planch.
- Aphananthe cuspidata (Blume) Planch.
- Aphananthe monoica
- Aphananthe philippinensis Planch.
- Aphananthe sakalava J.-F.Leroy